# Saský zemský sněm
Saský zemský sněm (německy Sächsischer Landtag, hornolužickosrbsky Sakski krajny sejm) je zemský parlament Svobodného státu Sasko. Sídlí ve stejnojmenné budově v centru zemského hlavního města Drážďany. Poslanci jsou voleni na pět let. Zemský sněm odpovídá za zemskou legislativu, parlamentní kontrolu nad saskou vládou a správou, stanovení rozpočtu a za různé volby. Tento parlament volí mimo jiné ministerského předsedu, zemské ústavní soudce, prezidenta Saského účetního dvora, prezídium sněmu, jakož i saského komisaře pro cizince a komisaře pro ochranu údajů. Obvykle se skládá ze 120 členů.
Předchůdci dnešního zemského sněmu byly od 15. století saské zemské stavy, které v době Saského království v letech 1831–1918 nahradil zemský sněm. Po listopadové revoluci vznikla v roce 1919 Saská lidová komora, jež se roku 1920 (během Výmarské republiky) stala opět zemským sněmem, jenž byl v období nacionálního socialismu zrušen. Od roku 1946 až do zformování krajů v Německé demokratické republice (NDR) v roce 1952 znovu zasedal Zemský parlament Saska. Ve své dnešní podobě existuje Saský zemský sněm od znovusjednocení Německa v říjnu 1990, kdy byl obnoven Svobodný stát Sasko.

## Historie

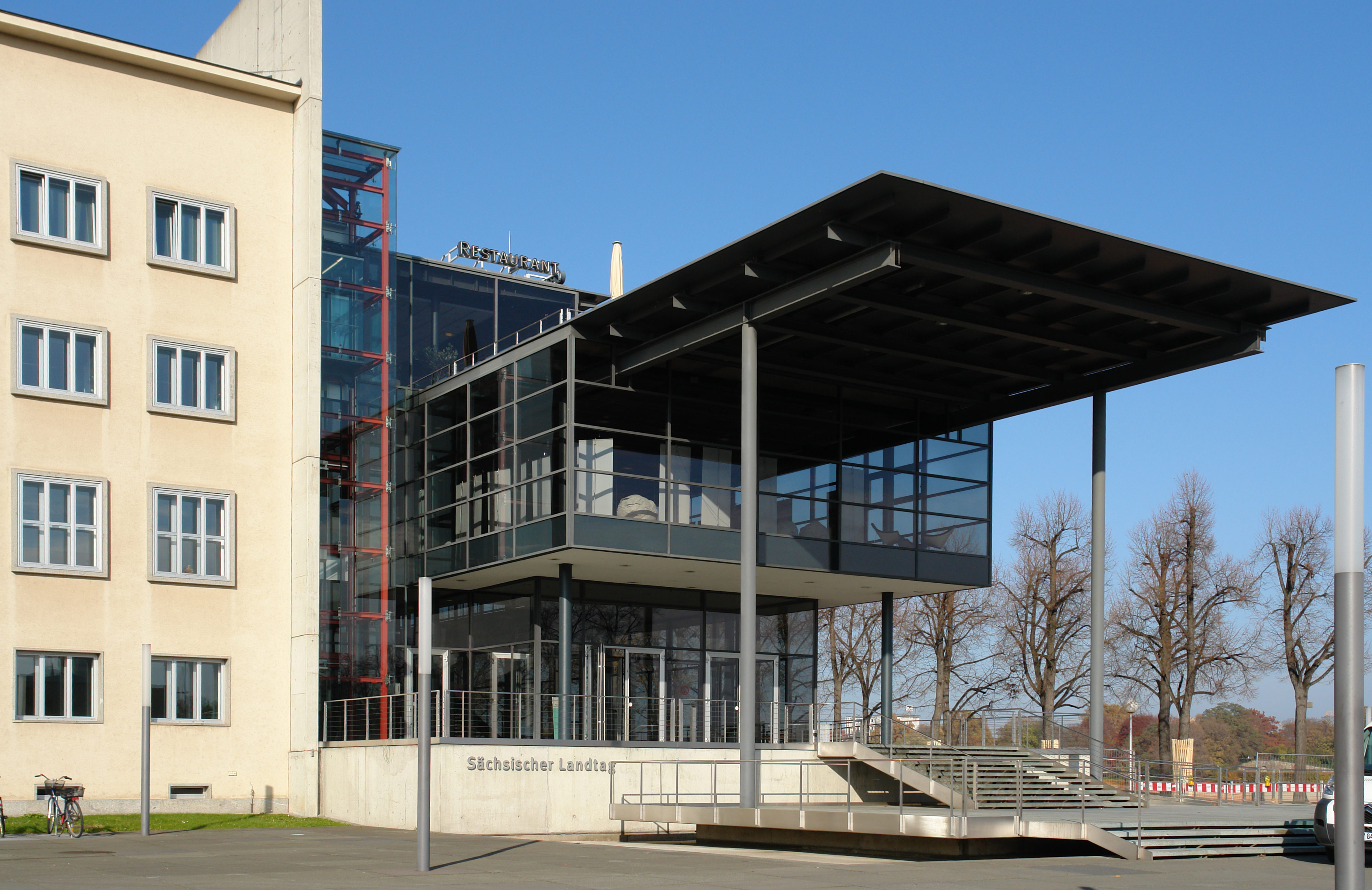
Budova Saského zemského sněmu

Předchůdcem této instituce v historickém smyslu byl od 15. století zasedající Zemský sněm (Saské zemské stavy), jenž byl v roce 1831 přeměněn na konstituční parlament se dvěma komorami (tj. Saský zemský sněm, 1831–1918). Za listopadové revoluce vznikla roku 1919 Saská lidová komora, která byla v roce 1920 (během Výmarské republiky) opět přeměněna na Zemský sněm, jenž byl však roku 1933 rozpuštěn. V letech 1946–1952 existoval pod rostoucím vlivem Sjednocené socialistické strany Německa (SED) Zemský parlament Saska. Fungoval však jen po dvě legislativní období, neboť byl zrušen správní reformou roku 1952. Po znovusjednocení Německa a obnovení Svobodného státu Sasko byl utvořen nový saský zemský parlament.
| Strana    | 1. VO (1990) | 1. VO (1990) | 2. VO (1994) | 2. VO (1994) | 3. VO (1999) | 3. VO (1999) | 4. VO (2004) | 4. VO (2004) | 5. VO (2009) | 5. VO (2009) | 6. VO (2014) | 6. VO (2014) | 7. VO (2019) | 7. VO (2019) |
|           | %            | Mandáty      | %            | Mandáty      | %            | Mandáty      | %            | Mandáty      | %            | Mandáty      | %            | Mandáty      | %            | Mandáty      |
| --------- | ------------ | ------------ | ------------ | ------------ | ------------ | ------------ | ------------ | ------------ | ------------ | ------------ | ------------ | ------------ | ------------ | ------------ |
| CDU       | 53,8         | 92           | 58,1         | 77           | 56,9         | 76           | 41,1         | 55           | 40,2         | 58           | 39,4         | 59           | 32,1         | 45           |
| AfD       | –            | –            | –            | –            | –            | –            | –            | –            | –            | –            | 9,7          | 14           | 27,5         | 38           |
| PDS/Linke | 10,2         | 17           | 16,5         | 21           | 22,2         | 30           | 23,6         | 31           | 20,6         | 29           | 18,9         | 27           | 10,4         | 14           |
| Zelení    | 5,6          | 10           | 4,1          | –            | 2,6          | –            | 5,1          | 6            | 6,4          | 9            | 5,7          | 8            | 8,6          | 12           |
| SPD       | 19,1         | 32           | 16,6         | 22           | 10,7         | 14           | 9,8          | 13           | 10,4         | 14           | 12,4         | 18           | 7,7          | 10           |
| FDP       | 5,3          | 9            | 1,7          | –            | 1,1          | –            | 5,9          | 7            | 10,0         | 14           | 3,8          | –            | 4,5          | -            |
| NPD       | 0,7          | –            | –            | –            | 1,4          | –            | 9,2          | 12           | 5,6          | 8            | 4,9          | –            | 0,6          | -            |
| Ostatní   | 5,3          | –            | 3,0          | –            | 5,1          | –            | 5,3          | –            | 6,8          | –            | 5,1          | –            | 8,7          | -            |

## Přidělování mandátů, ustavování a rozpouštění parlamentu

### Volby do Saského zemského sněmu
Od začátku druhého volebního období v říjnu 1994 se zemský sněm obvykle skládal ze 120 poslanců, kteří jsou zvoleni na dobu pěti let všeobecnými, přímými, svobodnými, rovnými a tajnými volbami. Do Saského zemského sněmu mohou volit všichni občané, kteří mají nejméně tři měsíce své stálé bydliště v Sasku, dosáhli 18 let a jsou občany Spolkové republiky Německo. Mandáty jsou přidělovány na základě poměrného zastoupení. Při prvním, tzv. přímém hlasování, soutěží přímí kandidáti proti sobě o většinu hlasů v 60 saských volebních obvodech. Druhé hlasování, při němž se volí celá kandidátní listina, určuje procentuální složení zemského sněmu. Počet přímých mandátů jedné strany se potom odečte od počtu křesel získaných na základě druhého hlasování. Zbývající mandáty pro příslušné strany se přidělují podle pořadí kandidátů na listině, které bylo určeno před volbami. Při tom se však berou v úvahu pouze strany, které dosáhly při druhém hlasování alespoň 5 % hlasů, nebo získaly alespoň dva přímé mandáty při prvním hlasování.

### Ustavování a rozpouštění zemského sněmu, nouzový parlament
K ustavení zemského sněmu musí dojít nejpozději 30. den po volbách. Tzv. „staroprezident“ (Alterspräsident), což je „předseda sněmu podle věku či stáří“, svolá první zasedání a předsedá mu, dokud nebude zvolen nový prezident sněmu. Tuto volbu pak tradičně prosadí nejsilnější parlamentní frakce. Kromě toho jsou na prvním zasedání voleni viceprezidenti, další členové prezídia a tajemník. V Sasku se obvykle volí nový předseda vlády a na ustavujícím zasedání se rovněž odhlasuje jednací řád nového zemského sněmu. Na závěr se pak volí členové kontrolní volební komise, která má vyšetřit případné nesrovnalosti během voleb a námitky k jejich platnosti.
Zemský sněm je rozpuštěn, pokud do čtyř měsíců od svého ustavení nezvolí nového předsedu vlády. Kromě toho jej usnesením mohou rozpustit dvě třetiny členů sněmu. Po takovém usnesení musí do 60 dnů proběhnout nové volby. V době krize může výbor složený ze všech frakcí zemského sněmu jakožto nouzový parlament převzít práva zemského sněmu (čl. 113, odst. 1). Dochází k tomu v případě bezprostředního ohrožení svobodného demokratického řádu nebo v souvislosti s nezbytným zásobováním obyvatelstva, jakož i v případě, že zemský sněm nemůže okamžitě jednat v důsledku mimořádné události, jako je např. přírodní katastrofa. Tento nouzový parlament nemůže změnit ústavu a nemůže vyslovit nedůvěru předsedovi vlády.

## Funkce

### Legislativa

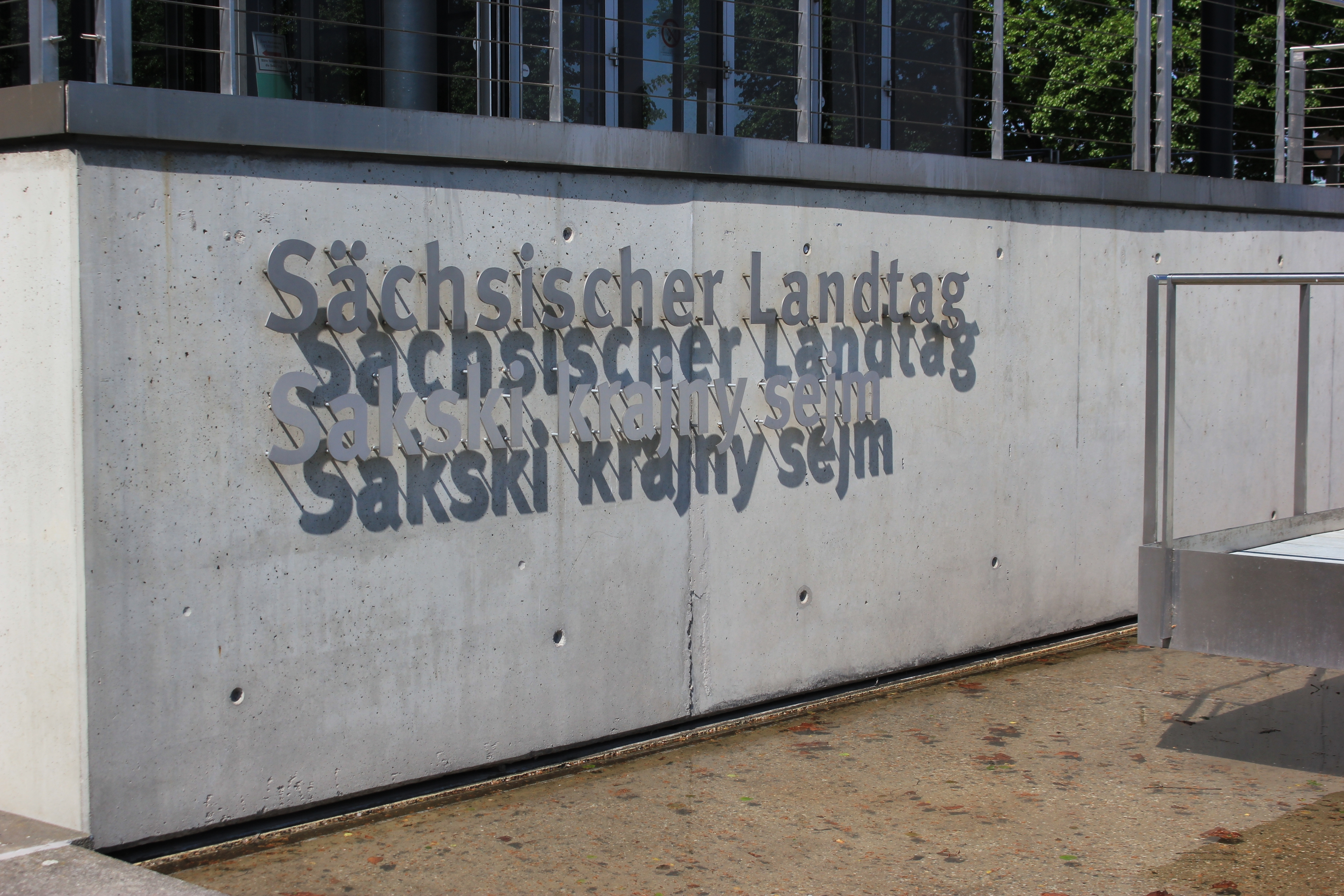
Nápis u vchodu v němčině a hornolužické srbštině

Saský zemský sněm je zákonodárným orgánem Svobodného státu Sasko, který přijímá všechny zákony, které spadají do jeho kompetence. Stejně jako každý z celkem 16 německých zemských parlamentů je zodpovědný pouze za některé zákony federální Spolkové republiky Německo, např. za školský či policejní zákon. Kromě toho Saský zemský sněm schvaluje každé dva roky tzv. dvojitý či dvouletý rozpočet (Doppelhaushalt), který zahrnuje veškeré příjmy a výdaje Svobodného státu. Rozpočet je nejdůležitějším zákonem, který zemský parlament přijímá. Členové sněmu a jednotlivých frakcí mohou – vedle vlády a lidu – předkládat návrhy zákonů. Tyto zákony musejí před svým přijetím projít různými fázemi legislativního procesu.
Legislativní proces vždy začíná předložením návrhu zákona, který je písemně odůvodněn. Návrh musí být k řešení v parlamentu předložen buď přímo zemským sněmem, státní vládou nebo prostřednictvím tzv. lidového, tj. občanského návrhu. Návrhy od saské vlády předkládá ve sněmu předseda vlády. Návrhy z řad poslanců sněmu může předkládat pouze jeden poslanecký klub nebo nejméně sedm poslanců, což je minimální velikost jedné frakce. Lidový či občanský návrh musí svým podpisem podpořit nejméně 40 000 občanů oprávněných volit. Lidový návrh přebírá prezident sněmu, který po obdržení stanoviska saské vlády rozhodne o ústavnosti návrhu. Pokud je jeho rozhodnutí záporné, rozhodne Saský ústavní soud, zda se bude v legislativním procesu pokračovat. Je-li tento lidový návrh prezidentem sněmu schválen, je za další postup odpovědný zemský sněm.
Návrhy nebo změny zákonů většinou pocházejí od dotčených občanů, občanských iniciativ, zájmových skupin nebo vládních úřadů, které zákony provádějí a které v jednotlivých otázkách uznávají potřebu zlepšení. Kromě toho strany a frakce či jednotliví poslanci usilují o realizaci svých volebních programů a volebních slibů prostřednictvím zákonů. Vláda státu však většinu legislativních iniciativ přenáší na půdu parlamentu. Vzhledem k tomu, že vláda je závislá na parlamentní většině, spoléhají se poslanci sněmu při přípravě zákona na kompetence příslušných ministerstvech a vládu pouze vyzývají k zahájení legislativy. Návrhy pocházející ze zemského sněmu většinou předkládá opozice.

### Kontrolní funkce
Poslanci zemského sněmu dohlížejí na to, jak si počíná vláda a jak probíhá výkon jí podřízené správy. Znakem parlamentní demokracie je potom rozdělení sněmu na většinu, která vládu podporuje, a opozici, která obvykle vykonává tuto veřejnou kontrolu. Nejsilnější parlamentní frakce, o něž se vláda opírá, na druhou stranu kritizují a kontrolují výkonnou moc zpravidla interně v rámci parlamentních klubů i mimo veřejnost. Kromě saské exekutivy kontroluje zemský sněm také veřejnoprávní subjekty, jako jsou státní banky a veřejnoprávní média, přičemž samozřejmě respektuje jejich nezávislost. V jednotlivých případech může sněm ovlivňovat i některé soukromé záležitosti, např. vztah mezi hospodářskými subjekty a vládou a jí řízenou správou.

#### Kontrolní práva pro parlamentní menšinu
Formálními nástroji pro kontrolu prováděnou zemským sněmem jsou malé, velké a ústní interpelace a parlamentní rozprava, které se říká aktuální hodina (Aktuelle Stunde). V jejich rámci se projednávají informace od státní vlády a ustanovení vyšetřovacích výborů k již uzavřeným záležitostem, obvykle k těm, u nichž vzniklo podezření na pochybení vlády.

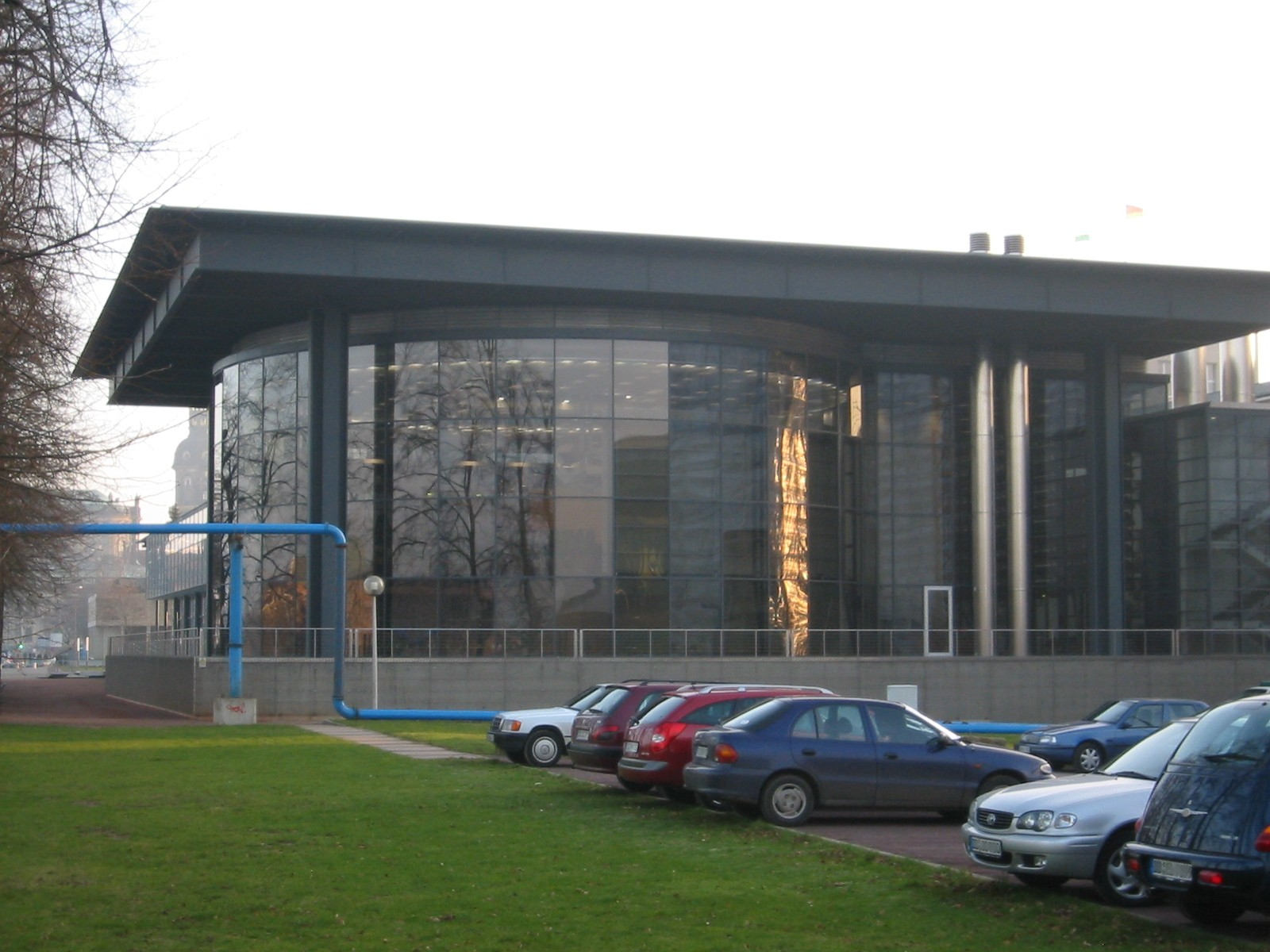
Pohled z vnějšku na plenární sál Saského zemského sněmu

Jednotliví poslanci si mohou vyžádat informace od vlády prostřednictvím malých interpelací, které mohou obsahovat až pět jednotlivých dotazů. Protože se tyto malé interpelace často týkají pouze záležitostí jednoho volebního obvodu dotyčného politika, zodpovídají se obvykle pouze písemně. Velké interpelace může podávat parlamentní frakce nebo alespoň 5 % poslanců. Obsahují několik dílčích dotazů, které mají vládu přinutit, aby se vyjádřila k důležité politické otázce. Velké interpelace se proto zodpovídají, jak písemně, tak na plenárním zasedání.
Během doby vyhrazené pro dotazy, což se v plenárním sálu děje pravidelně každý pátek, může každý člen vlády ústně položit dva stručné dotazy a po každé odpovědi položit dvě další stručné otázky. Prostřednictvím této ústní interpelace má poslanec veřejnosti v krátké době přiblížit dané aktuální téma. Tyto dotazy je třeba týden před touto vymezenou dobou předložit prezidentovi sněmu, který je po přezkoumání předá vládě.
Aktuální hodiny, během nichž na plenárním zasedání probíhají dvě aktuální debaty, se konají ráno každý čtvrtek a pátek. Poslanecké frakce mají podle počtu svých členů právo nominovat téma na jednu z maximálně čtyř rozprav za měsíc. Toto téma, které je zmíněno jako první, přichází také první na řadu. Doba pro jednoho řečníka je během rozpravy omezena na pět minut v rámci jedné aktuální hodiny.
Tyto interpelační nástroje jsou víc než pro vládní frakce důležité pro opozici, protože tak může získávat informace od vlády skrze neformální kanály. Veřejné dotazy a návrhy na aktuální debaty na jednotlivých plenárních zasedání proto mnohem častěji provádí opozice.
Parlamentní menšina má několik možností, jak reagovat na chyby ve vládě. Má např. právo přicházet s iniciativami a návrhy i proti vůli parlamentní většiny. Nejdůležitějším nástrojem je však zřízení parlamentního vyšetřovacího výboru. To vyžaduje pětinu všech členů zemského sněmu. Vyšetřovací výbor však může prověřovat pouze problémy již v minulosti uzavřené. Za tímto účelem výbor shromažďuje důkazy prostřednictvím svědectví pronesených během veřejných zasedání. Svědkové mohou být také zavázáni přísahou. Na konci dokazování předkládá výbor svou závěrečnou zprávu. Pokud existují odlišná hodnocení, může parlamentní menšina přidat k této zprávě i své vlastní závěry. V prvním a druhém volebním období Saského zemského sněmu byly opozicí vynuceny tři vyšetřovací výbory. Ve třetím období existovaly dva: tzv. Paunsdorfský výbor, povolaný PDS, který se zabýval počínáním vlády Kurta Biedenkopfa při pronájmu administrativního a nákupního centra v Lipsku. Druhý vyšetřovací výbor svolaný PDS a SPD se zabýval vztahem mezi dotacemi pro podnikatele a finanční podporou reklamní kampaně pro stát Sasko těmito dotovanými subjekty. Ve čtvrtém volebním období byla svolána vyšetřovací komise PDS, která se zabývala vládní kontrolou státní banky Landesbank Sachsen, která byla zrušena v roce 2007.
Další možností, jak můžou opoziční frakce kontrolovat vládu, je žádost o soudní přezkum, tzv. Normenkontrolle, při níž Saský ústavní soud přezkoumává zákony, které již na základě ústavní většiny přijala parlamentní většina.

#### Kontrola vlády parlamentní většinou
Vládní frakce v zemském sněmu kontrolují provádění výkonné moci především prostřednictvím součinnosti, obzvláště pak skrze rozpočtovou kontrolu v rámci legislativního procesu. Parlamentní většina vládu kontroluje také prostřednictvím rezolucí, v nichž je například požadováno, aby vláda předložila návrhy zákonů či iniciativ. Volba ministerského předsedy, včetně konstruktivního vyslovení nedůvěry, je navíc jedním z nástrojů, který může parlamentní většina ke kontrole vlády použít. Většinové frakce mohou svolávat ministry a přijímat závazná parlamentní usnesení a zákony, a to i proti vůli vlády. Tyto formální možnosti většiny ke kontrole vlády však mají spíše předjímající účinek, neboť vláda, která o těchto možnostech ví, se raději vyhne provádění jiné politiky než takové, jakou požaduje parlamentní většina.

#### Parlamentní kontrolní komise
Úkolem pěti poslanců a jejich pěti zástupců zvolených zemským sněmem je kontrola činnosti Zemského úřadu pro ochranu ústavy. Jelikož se tito členové sněmu radí v tajnosti a jsou povinni respektovat důvěrnost informací získaných v kontrolní komisi, slouží komise k opoziční kontrole vlády jen v omezené míře. Na rozdíl od ostatních výborů zemského sněmu pokračuje tato komise ve své práci i po skončení volebního období, dokud nově ustavený sněm nezvolí novou kontrolní komisi.

### Jmenovací funkce
Poslanci Saského zemského sněmu volí předsedu vlády Svobodného státu Sasko v tajném hlasování a bez předchozí diskuse. Není-li v prvním kole dosaženo absolutní většiny, musejí se volby opakovat, přičemž je dosaženo relativní většiny hlasů. Zvolený předseda vlády jmenuje a odvolává členy vlády. Jednotliví státní ministři a tajemníci, stejně jako předseda vlády, jsou politicky odpovědní parlamentu a závisejí na parlamentní většině. Předsedovi vlády, a tím i celé vládě, může být odebrána důvěra konstruktivním vyslovením nedůvěry zemským sněmem, v jehož rámci si poslanci zvolí nástupce v úřadu premiéra, který se může opírat o absolutní většinu. V případě, že by žádná ze stran zastoupených v parlamentu nebyla schopna získat nadpoloviční většinu, je pro vytvoření stabilní vlády nezbytná koaliční dohoda nebo jiná volební dohoda mezi několika stranami.
Poslanci navíc dvoutřetinovou většinou volí členy Ústavního soudu. K výkladu ústavy Svobodného státu Sasko na dobu devíti let je voleno pět profesionálních soudců a další čtyři členové. Zemský sněm dále volí saského inspektora pro ochranu údajů na dobu šesti let a komisaře pro cizince na dobu jednoho volebního období většinou hlasů. Předseda Účetního dvora je volen na návrh premiéra na období dvanácti let dvoutřetinovou většinou platných odevzdaných hlasů. Účetní dvůr, pověřenec pro ochranu údajů a komisař pro cizince musejí zemskému sněmu jednou ročně předkládat zprávu o své činnosti. Pro volbu spolkového prezidenta volí Saský zemský sněm delegáty do Německého spolkového sněmu podle podílu obyvatel Saska na celkovém počtu obyvatel Spolkové republiky Německo a na základě rozložení sil v Saském zemském sněmu.

## Politická práce

### Výsledky zemských voleb vroce 2019 a složení zemského sněmu
Při saských zemských volbách v roce 2019 překročilo pětiprocentní hranici pět stran. Tomu odpovídá následující rozložení sil v zemském sněmu, tj. v 7. volební období: (stav: 28. září 2019)
| Strana                                    | Podíl hlasů | Počet poslanců |
| ----------------------------------------- | ----------- | -------------- |
| CDU (Křesťanskodemokratická unie)         | 32,1 %      | 45             |
| AfD (Alternativa pro Německo)             | 27,5 %      | 38             |
| Die Linke (Levice)                        | 10,4 %      | 14             |
| B’90/Grüne (Bündnis90/Die Grünen)         | 8,6 %       | 12             |
| SPD (Sociálnědemokratická strana Německa) | 7,7 %       | 10             |

Složení parlamentu v letech 2014–2019, tj. v 6. volebním období:
| Strana                                    | Podíl hlasů | Počet poslanců |
| ----------------------------------------- | ----------- | -------------- |
| CDU (Křesťanskodemokratická unie)         | 39,4 %      | 59             |
| Die Linke (Levice)                        | 18,9 %      | 27             |
| SPD (Sociálnědemokratická strana Německa) | 12,4 %      | 18             |
| AfD (Alternativa pro Německo)             | 9,7 %       | 14             |
| B’90/Grüne (Bündnis90/Die Grünen)         | 5,7 %       | 8              |

Podle čl. 41 odst. 1 Saské zemské ústavy se Saský zemský sněm skládá ze 120 poslanců.

### Prezídium zemského sněmu
Prezident zemského sněmu je nejvyšším představitelem saského parlamentu. Je zodpovědný za zájmy sněmu, včetně plynulého chodu parlamentního provozu, a zastupuje zemský sněm navenek. Prezident sněmu patří k nejsilnější parlamentní frakci, ale podle jednacího řádu je povinen zdržovat se stranické politiky a vykonávat svůj úřad spravedlivě a nestranně. Prezidentovi je podřízena správa zemského sněmu. Matthias Rößler (CDU), je prezidentem sněmu od září 2009. Úřad převzal od svého stranického kolegy Ericha Iltgena, jenž byl ve funkci od roku 1990.
Prezídium zemského sněmu se skládá z 21 členů:
- Prezident zemského sněmu
- tři viceprezidenti
- předsedové všech parlamentních frakcí zastoupených v zemském parlamentu
- 12 dalších členů podle zastoupení jednotlivých frakcí

### Frakce
Čl. 46, odst. 2 Ústavy Svobodného státu Sasko předepisuje, aby se v souladu s jednacím řádem poslanci organizovali v parlamentních frakcích. V 6. volebním období upravují příslušná nařízení oddíly 14 a 15 jednacího řádu. Jako samostatné a právně nezávislé struktury jsou parlamentní frakce vázány vlastními právy a povinnostmi. Frakce mají práva, kterých se jednotlivým nezařazeným poslancům nedostává. Pouze ony mohou podávat nezávislé návrhy, žádosti o aktuální debaty a obracet se na vládu prostřednictvím velkých interpelací. Další předpisy lze nalézt v Zákoně o parlamentních frakcích.
| Frakce | Předseda           | Parlamentní manažer |
| ------ | ------------------ | ------------------- |
| CDU    | Christian Hartmann | Sören Voigt         |
| Linke  | Rico Gebhardt      | Sarah Buddeberg     |
| SPD    | Dirk Panter        | Sabine Friedel      |
| AfD    | Jörg Urban         | Jan-Oliver Zwerg    |
| Zelení | Franziska Schubert | Valentin Lippmann   |

### Poslanci
Podle jednacího řádu se poslanci zavazují k následující přísaze: „Členové Saského zemského sněmu dosvědčují před svou zemí, že veškeré své síly věnují blahu lidu ve Svobodném státě Sasko tak, aby mu byli ku prospěchu, předcházeli jeho škodám a respektovali ústavu a zákony. Členové sněmu budou podle svých nejlepších znalostí a schopností plnit svou povinnost a odpovědnost a sloužit míru ve spravedlnosti vůči každému jednotlivci.“

### Vláda
- První vláda Kurta Biedenkopfa
- Druhá vláda Kurta Biedenkopfa
- Třetí vláda Kurta Biedenkopfa
- První vláda Georga Milbradta
- Druhá vláda Georga Milbradta
- První vláda Stanisława Tilicha
- Druhá vláda Stanisława Tilicha
- Třetí vláda Stanisława Tilicha
- První vláda Michaela Kretschmera
- Druhá vláda Michaela Kretschmera

## Budova zemského sněmu
Po znovusjednocení Německa zasedal Saský zemský sněm od 27. října 1990 do 17. září 1993 v drážďanském kostele Tří králů (Dreikönigskirche). Po různých úvahách byla 1. října 1991 zahájena stavba plenárního sálu, do které byla zahrnuta bývalá budova zemského daňového úřadu v ulici Devrientstraße, v němž v letech 1946–1990 sídlilo vedení města a krajský výbor SED. Tato původní budova byla postavena v letech 1928–1931. Nový sál byl poprvé použit v Den německé jednoty 3. října 1993. První zasedání zemského sněmu se zde konalo 14. října 1993.
Oficiální předání proběhlo až 14. února 1994. Po rekonstrukci starých budov v letech 1995–1997 byl komplex u Nové terasy při Labi plně a neomezeně využíván od roku 1997. Zvláštností budovy zemského sněmu je občanské foyer, v němž se pravidelně konají výstavy. Na střeše nad hlavním portálem je restaurace.

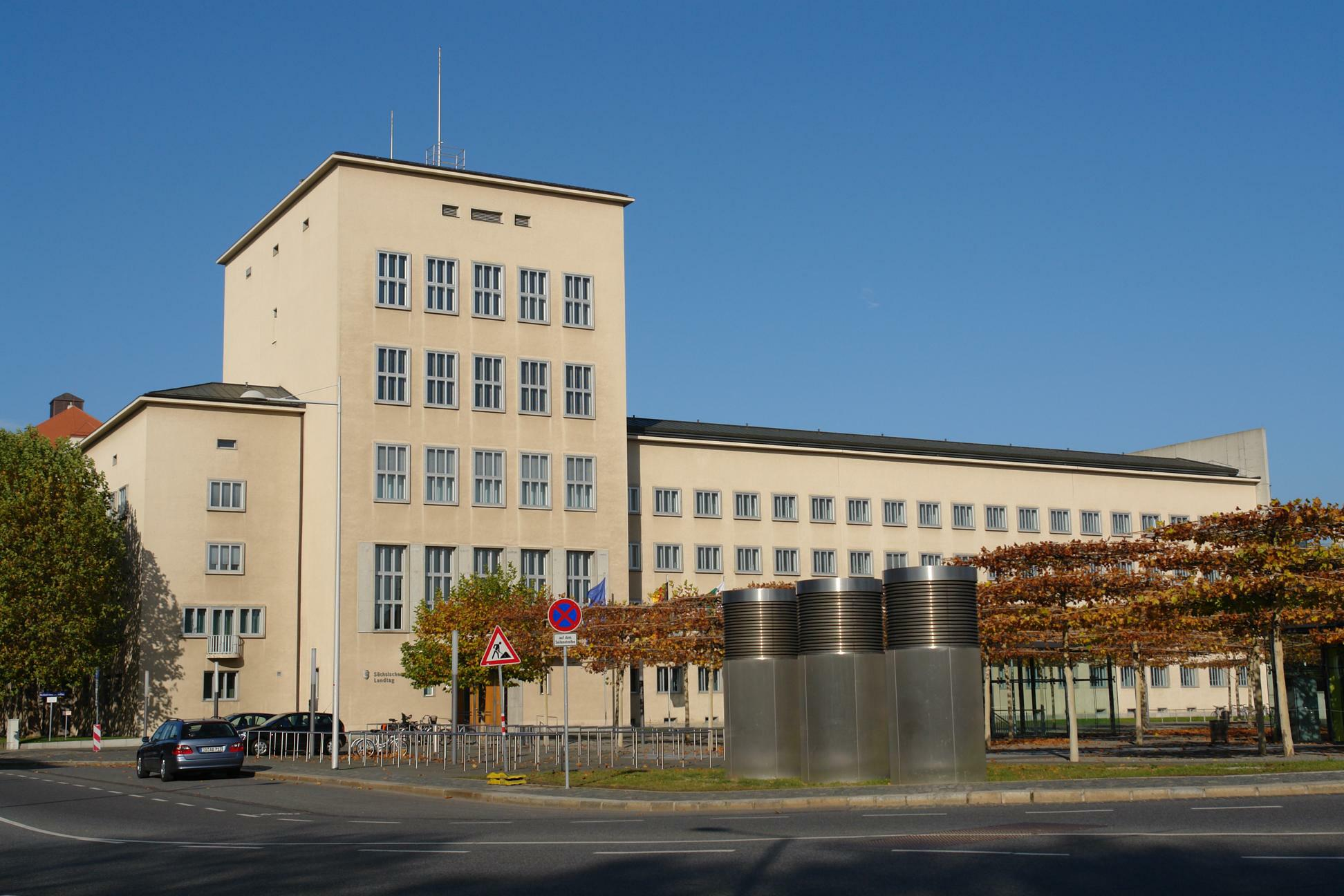
Starší část komplexu sněmovních budov
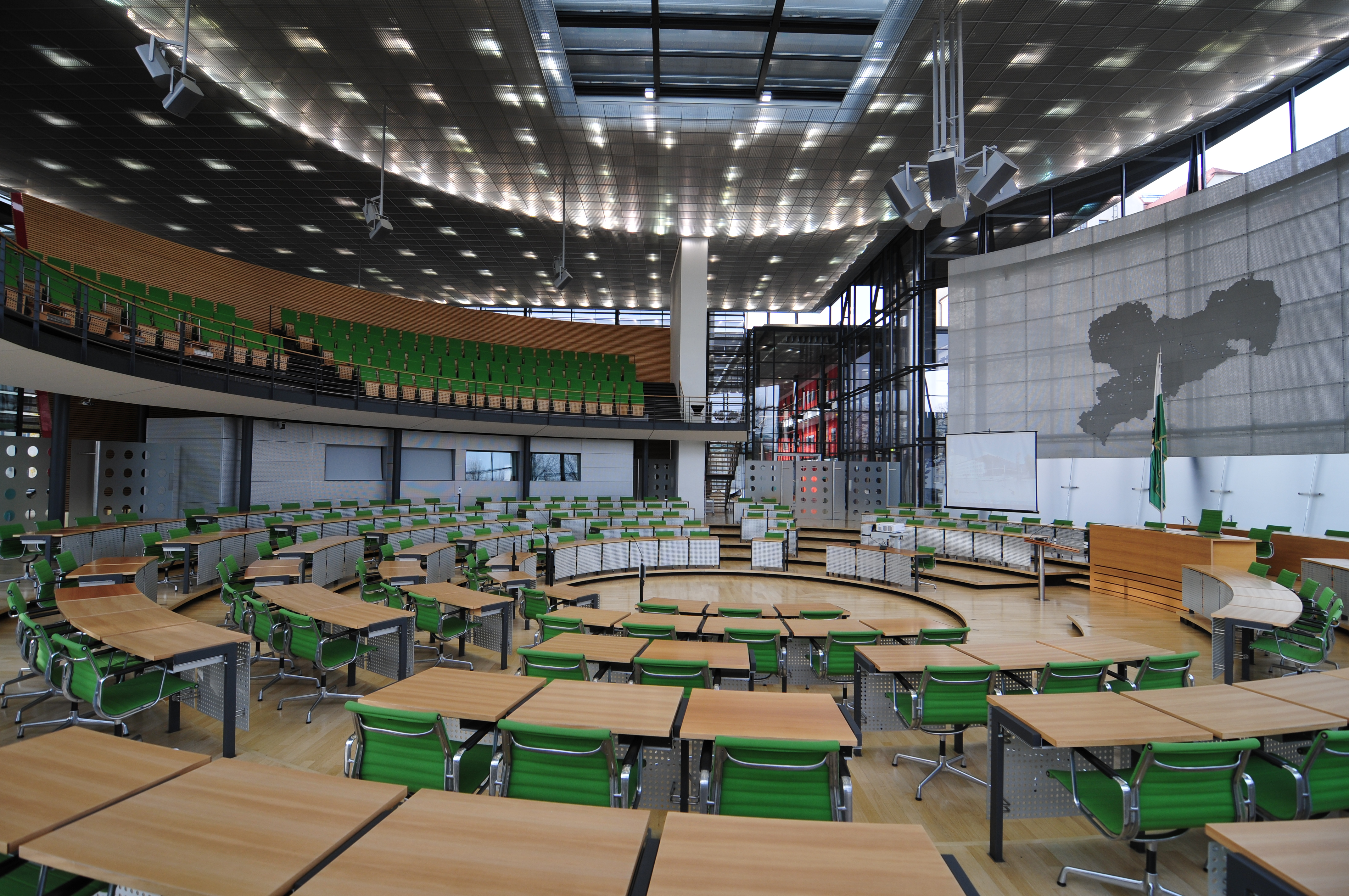
Plenární sál Saského zemského sněmu s mapou Saska
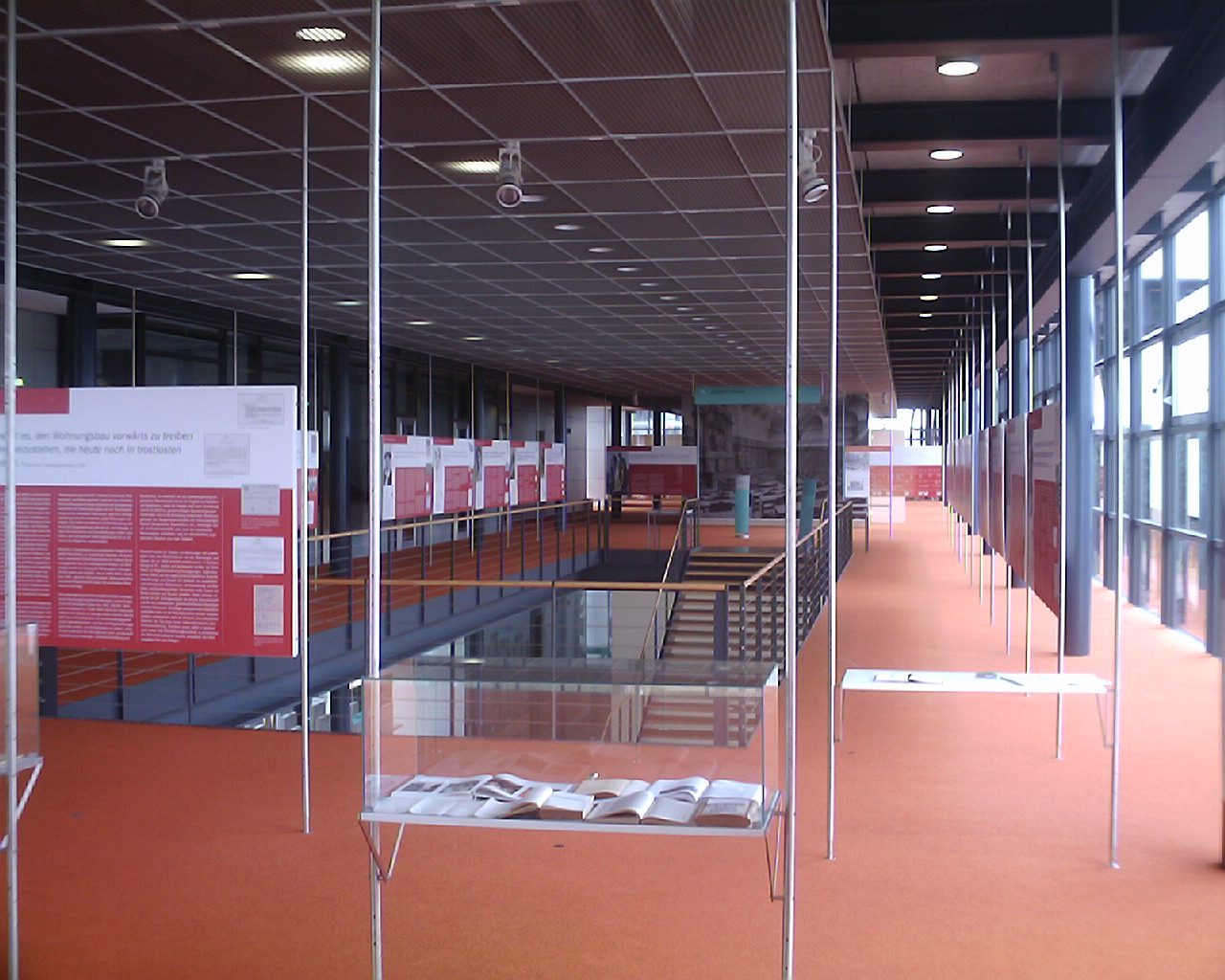
Občanské foyer sněmu během výstavy
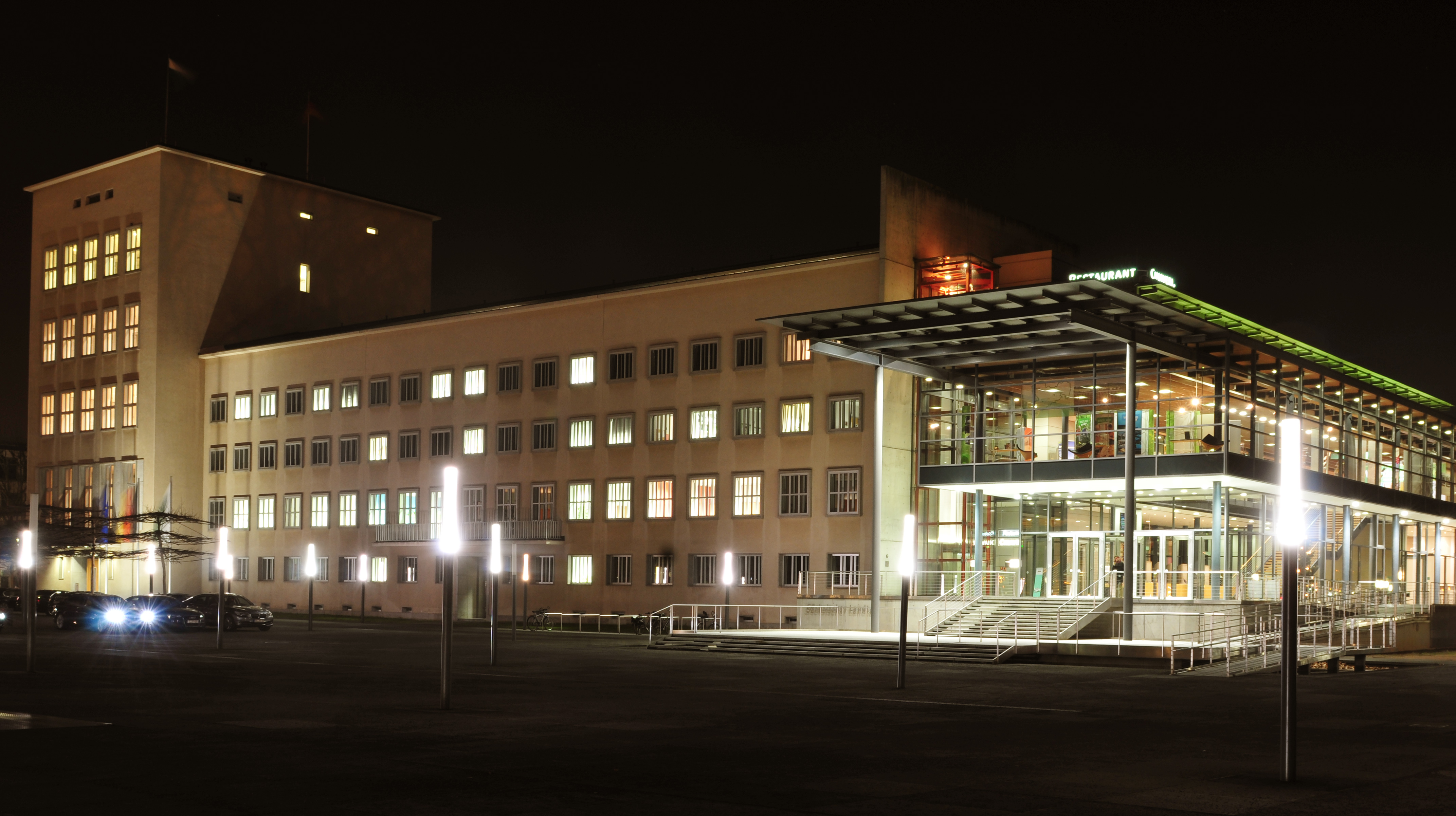
Budovy sněmu v nočním osvětlení
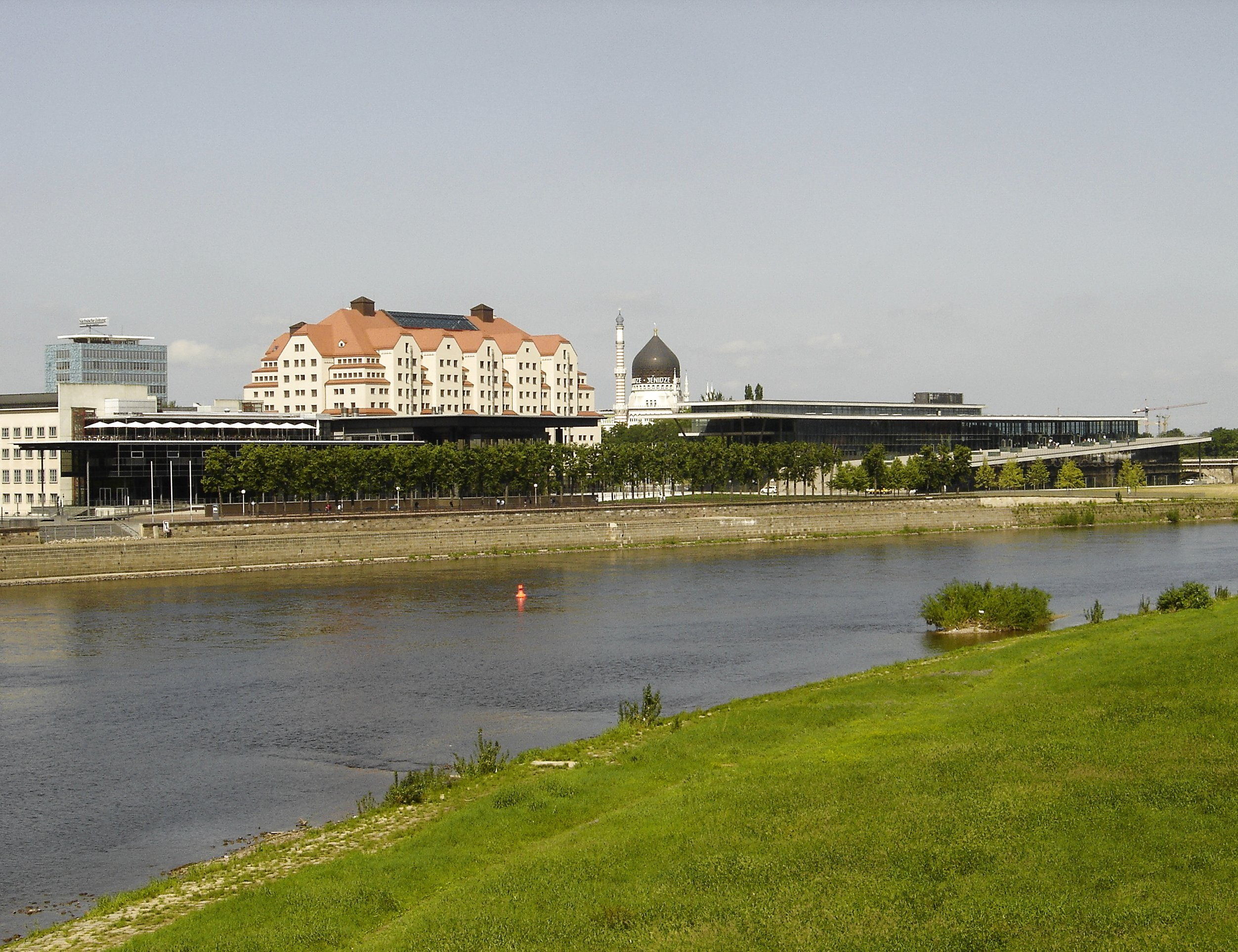
Okolí zemského sněmu (sněm je vpředu vlevo)
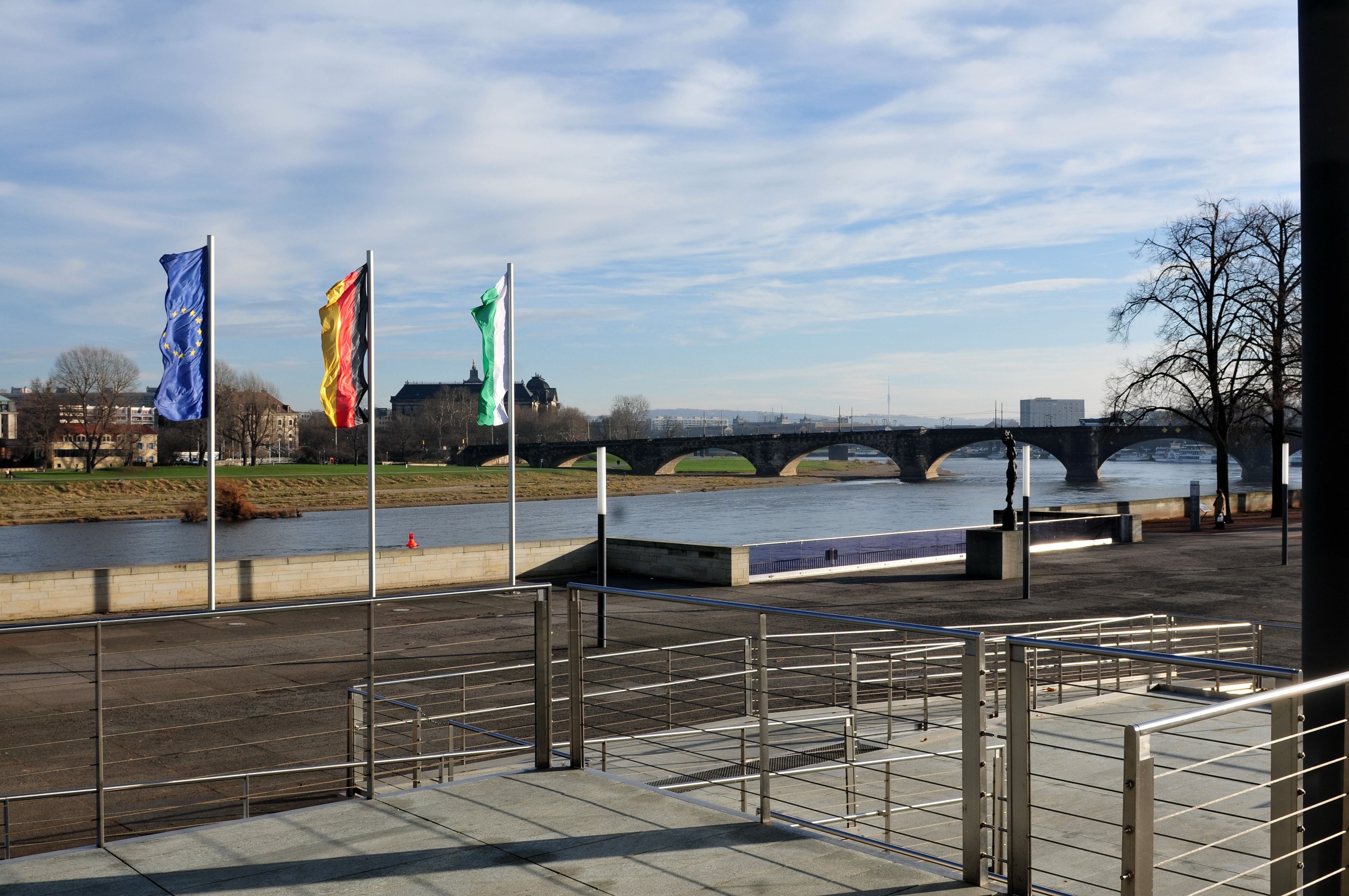
Promenáda mezi Labem a Saským zemským sněmem (Nová terasa)